# Siófoki zsinagóga
A siófoki zsinagóga egy mára már elbontott zsidó vallási épület volt.

## Története
A siófoki zsinagóga 1869-ben épült, külső mérete 10,80 × 18,70 méter volt, belső tere 9,48 × 13,37, míg külső párkányának magassága 8,60 méter volt. A belső teret három oldalról karzat fogta körül, melyet oszlopokkal támasztottak alá. Az épület nem volt hivalkodóan nagy, bár a környező házak közül kiemelkedett. A főúttól az épületet díszes vaskerítés választotta el. A zsinagóga a második világháború után elbontásra került, helyére 1985-ben új imaház épült.